# SV Germania 08 Roßlau
SV Germania 08 Roßlau is een Duitse voetbalclub uit de stad Dessau-Roßlau. Tot 2007 was Roßlau een zelfstandige gemeente.

## Geschiedenis
De club werd opgericht in 1908 en sloot zich aan bij de Midden-Duitse voetbalbond. De club speelde vanaf 1916 in de competitie van Anhalt. In 1919 fuseerde de club met Einheit Roßlau. Na 1919 werd de Anhaltse competitie de tweede klasse van de Kreisliga Elbe. Na het seizoen 1923 werd de Anhaltse competitie als Gauliga Anhalt terug opgewaardeerd als hoogste klasse. De club vocht bijna elk seizoen tegen degradatie, een strijd die het in 1929 uiteindelijk verloor. 
In 1933 werd de competitie geherstructureerd. De Midden-Duitse bond werd ontbonden en de vele competities werden vervangen door de Gauliga Mitte en Gauliga Sachsen. De clubs uit Anhalt werden te licht bevonden voor de Gauliga Mitte en voor de Bezirksklasse Magdeburg-Anhalt plaatsten zich slechts vier clubs. Aangezien de club laatste was geworden ging de club verder in de 1. Kreisklasse Anhalt (derde niveau). De club slaagde er niet meer in te promoveren. 
Na de Tweede Wereldoorlog werden alle Duitse voetbalclubs ontbonden. In 1947 werd de club heropgericht als SG Roßlau. De club onderging enkele naamswijzigingen waaronder Elbe-Werk Roßlau (1949), BSG Motor Ost Roßlau (1952), BSG Motor Roßlau (1965), BSG Elbe-Werk Motor Roßlau (1977). De club speelde in het DDR-tijdperk meestal in de Bezirksklasse (vierde klasse), en kon een enkele keer promoveren naar de Bezirksliga.
Na de Duitse hereniging in 1990 werd de naam gewijzigd in SV Motor Roßlau en in 1994 werd de historische naam weer aangenomen. In 1996 speelde de club in de Landesliga, toen vijfde klasse, maar is inmiddels weggezakt naar lagere reeksen.